# Värsjön, Värmland
Värsjön är en sjö i Torsby kommun i Värmland och ingår i Göta älvs huvudavrinningsområde. Sjön är 12,5 meter djup, har en yta på 4,22 kvadratkilometer och befinner sig 325,9 meter över havet. Sjön avvattnas av vattendraget Värån (Mörtsjöbäcken).

## Delavrinningsområde
Värsjön ingår i det delavrinningsområde (671110-136506) som SMHI kallar för Utloppet av Värsjön. Medelhöjden är 355 meter över havet och ytan är 39,96 kvadratkilometer. Räknas de 3 avrinningsområdena uppströms in blir den ackumulerade arean 81,05 kvadratkilometer. Värån (Mörtsjöbäcken) som avvattnar avrinningsområdet har biflödesordning 2, vilket innebär att vattnet flödar genom totalt 2 vattendrag innan det når havet efter 417 kilometer. Avrinningsområdet består mestadels av skog (50 procent) och sankmarker (36 procent). Avrinningsområdet har 4,86 kvadratkilometer vattenytor vilket ger det en sjöprocent på 12,1 procent.